# イタリア・リラ
イタリア・リラ（Lira italiana）は、1861年から2002年まで使用されていたイタリアの通貨である。通貨記号は₤、またはITL。
1999年にイタリア・リラはユーロに取って代わられ、2002年1月1日のユーロ貨幣導入に伴い貨幣の流通が終了した。イタリア・リラ貨幣は2011年12月6日のイタリア銀行での交換終了をもって全て価値が消滅した。

## 概要
イタリア共和国以外にもサンマリノ共和国、バチカン市国で独自の意匠の硬貨を発行していたが、イタリア本国の通貨と等価であった。リラの語源は天秤（libra、lira）である。リラのイタリア語での発音はリーラに近く、複数形はリーレ（lire）となる。サンマリノでは金貨の単位として20000リラに相当するscudoという単位も使われていた。
通貨の補助単位はチェンテージモ（centesimo、複数形はcentesimi）。1リラ=100チェンテージミ。

## 歴史
1807年、ナポレオンのイタリア王国にフランス・フランと同価で導入されたのが最初であり、その後1861年にイタリア王国を形成する様々な州で独自通貨として導入された。
19世紀後半にはラテン通貨同盟に加盟し、フランス・フランなどと等価であったが、2度の大戦を経てその価値は暴落した。
2002年1月からはユーロがリラに代わり流通しはじめ、同年3月にリラの使用は公式に終了した。このとき1ユーロは1,936.27リラとされた為、切り上げによる便乗値上げが予想された。大方の予想通り便乗値上げは多く、1ユーロが2,000リラに換算されてしまった。イタリア・リラのユーロへの交換は、前記のレートで、2012年2月28日まで可能であった。
リラは比較的弱い通貨だったが、ユーロはドルに匹敵する強い通貨であるためユーロ高傾向にあり、輸出や観光に依存しているイタリア経済界からはリラに戻そうと言う声も出た。

## 硬貨

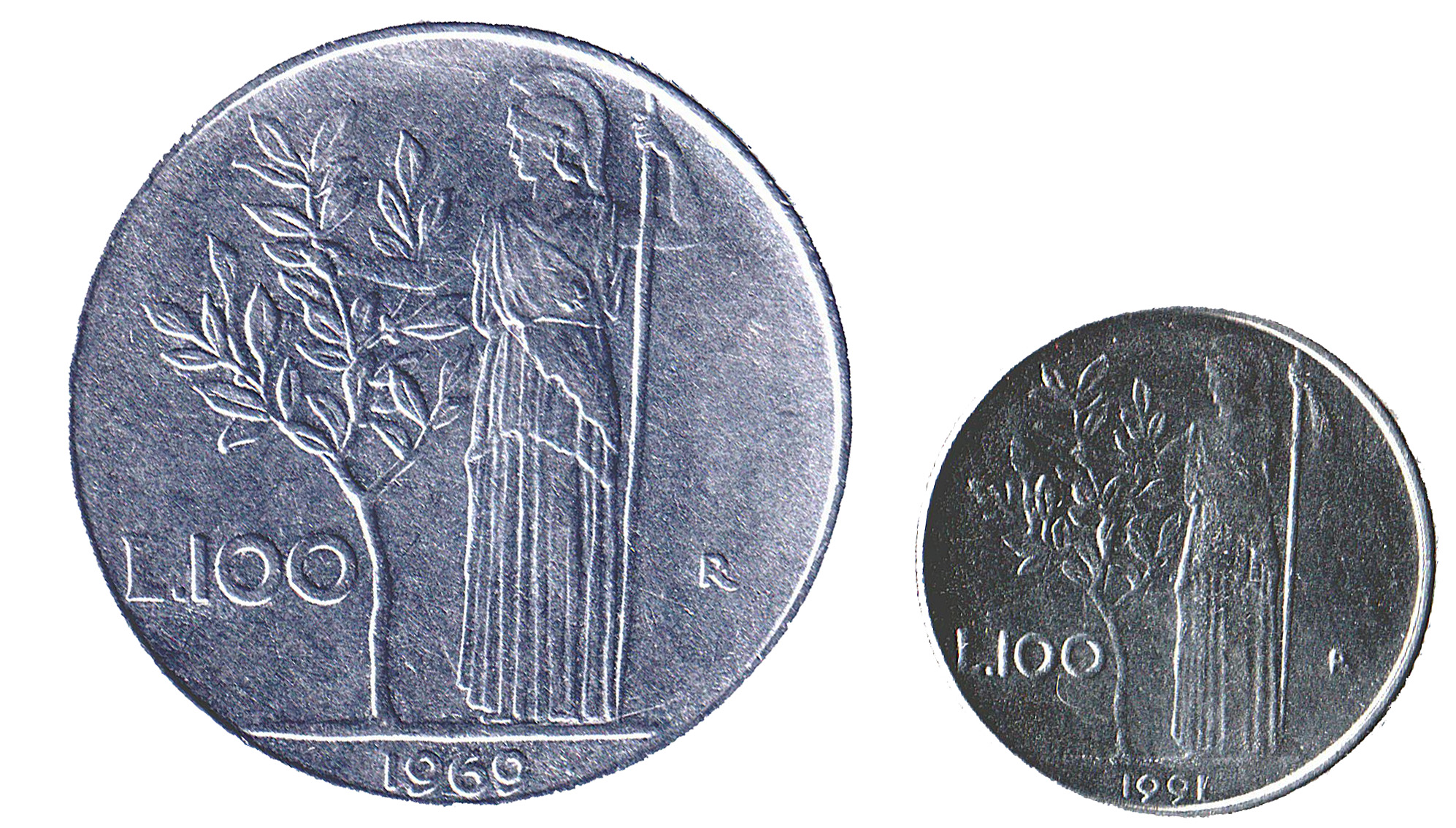
100リレ硬貨の変遷（左：1955年、右：1990年）

硬貨は1リラ、2、5、10、20、50、100、200、500、1000リレが流通していた。
ユーロへの切り替え直前の頃に実際に市中で見受けられたのは50リレ以上であり、20リレ以下の硬貨はインフレによりほとんど流通せず、ミントセット向けに僅かな量が製造されるのみであった。
50、100リレは共にステンレス鋼で鋳造された比較的大型の硬貨であったが、1990年にサイズが大幅に小さく変更され、その後50リレは1996年に、100リレは1993年にデザインと材質が変更されており、1990年代に2度も刷新されている。
500リレは1958年に銀貨として発行されるも蒐集家向けにごく少量が発行されたのみで、1982年にバイメタル貨として発行されて初めて広く流通した。
1000リレ硬貨は1997年に発行されたが、発行当初の硬貨は地図に描かれた国境線に多くのミスがあり（ドイツの国境が旧西ドイツ時代のまま、オランダとルクセンブルクが描写されていないなど）、同年に国境線が描き直されたものが発行されたが、エラーコインであるにもかかわらず修正前の硬貨も多く流通し、その後ユーロへの切り替えのため鋳造を早期に終了した。
| 画像  | 額面     | ユーロ換算 | 直径 (mm) | 重量 (g) | 材質                                         | 図柄                           | 図柄                             | 発行開始年 |
| 画像  | 額面     | ユーロ換算 | 直径 (mm) | 重量 (g) | 材質                                         | 表面                           | 裏面                             | 発行開始年 |
| ----- | -------- | ---------- | --------- | -------- | -------------------------------------------- | ------------------------------ | -------------------------------- | ---------- |
|       | 1リラ    | €0.0005    | 17.2      | 0.625    | アルミニウム                                 | 天秤                           | コルヌコピア                     | 1951       |
|       | 2リレ    | €0.001     | 18.3      | 0.8      | アルミニウム                                 | ハチ                           | オリーブ                         | 1953       |
|       | 5リレ    | €0.0026    | 20.2      | 1.0      | アルミニウム                                 | 船舶用舵                       | イルカ                           | 1951       |
|       | 10リレ   | €0.0052    | 23.25     | 1.6      | アルミニウム                                 | プラウ                         | コムギ                           | 1951       |
|       | 20リレ   | €0.0103    | 21.25     | 3.6      | アルミニウム青銅                             | リーべルタースの横顔(左)       | オーク                           | 1957       |
|       | 50リレ   | €0.0258    | 24.8      | 6.25     | ステンレス鋼                                 | リーべルタースの横顔(右)       | 鍛治をするウゥルカーヌス         | 1954       |
| 17    | 50リレ   | €0.0258    | 2.7       | 1990     | ステンレス鋼                                 | リーべルタースの横顔(右)       | 鍛治をするウゥルカーヌス         |            |
|       | 50リレ   | €0.0258    | 19.2      | 4.5      | 白銅                                         | イタリア・トゥッリタの横顔(左) | ブドウ、ゲッケイジュ、オークの枝 | 1996       |
|       | 100リレ  | €0.0516    | 27.8      | 8        | ステンレス鋼                                 | リーべルタースの横顔(左)       | ミネルウァ                       | 1955       |
| 18.20 | 100リレ  | €0.0516    | 3.30      | 1990     | ステンレス鋼                                 | リーべルタースの横顔(左)       | ミネルウァ                       |            |
|       | 100リレ  | €0.0516    | 22        | 4.5      | 白銅                                         | イタリア・トゥッリタの横顔(左) | 鳥、コムギ、オリーブ、イルカ     | 1993       |
|       | 200リレ  | €0.1033    | 24        | 5.0      | アルミニウム青銅                             | リーべルタースの横顔(右)       | 歯車                             | 1977       |
|       | 500リレ  | €0.2582    | 25.8      | 6.8      | バイメタル貨 外周:白銅 内周:アルミニウム青銅 | 女性の横顔(左)                 | クイリナーレ宮殿                 | 1982       |
|       | 1000リレ | €0.5165    | 0.625     | 8.8      | バイメタル貨 外周:アルミニウム青銅 内周:白銅 | イタリア・トゥッリタの横顔(左) | ヨーロッパの地図                 | 1997       |

### 記念硬貨
また、流通用の記念硬貨が100、200、500リレの額面で定期的に発行され、通常の硬貨と混ざって流通した。
| 画像 | テーマ                              | 図柄                           | 図柄                             | 発行年 |
| 画像 | テーマ                              | 表面                           | 裏面                             | 発行年 |
| ---- | ----------------------------------- | ------------------------------ | -------------------------------- | ------ |
|      | グリエルモ・マルコーニ生誕100周年   | グリエルモ・マルコーニ         | ループアンテナ                   | 1974年 |
|      | 世界食料デー創設                    | 女性の横顔(左)                 | ウシの親子                       | 1979年 |
|      | リヴォルノ海軍兵学校創立100周年     | リヴォルノ海軍兵学校と軍艦旗   | リヴォルノ海軍兵学校のエンブレム | 1981年 |
|      | 国際連合食糧農業機関(FAO)設立50周年 | イタリア・トゥッリタの横顔(左) | FAOのロゴ、オリーブの枝          | 1995年 |

| 画像 | テーマ                                 | 図柄                             | 図柄                                   | 発行年 |
| 画像 | テーマ                                 | 表面                             | 裏面                                   | 発行年 |
| ---- | -------------------------------------- | -------------------------------- | -------------------------------------- | ------ |
|      | 国際婦人の10年宣言                     | マリア・モンテッソーリ           | 本を読む女性と子供                     | 1980年 |
|      | 世界食料デー制定                       | コルヌコピアを持つリーべルタース | ヴィラ・ルビン                         | 1981年 |
|      | ターラント軍港築港100周年              | リーべルタースの横顔(右)         | 運河を渡る帆船アメリゴ・ヴェスプッチ   | 1989年 |
|      | 国務院第四部設置100周年                | リーべルタースの横顔(右)         | スパーダ宮                             | 1990年 |
|      | ジェノヴァ国際博覧会開催               | リーべルタースの横顔(右)         | ジェノヴァ国際博覧会のロゴ             | 1992年 |
|      | イタリア空軍発足70周年                 | リーべルタースの横顔(右)         | イタリア空軍の紋章                     | 1993年 |
|      | カラビニエリ設立180周年                | リーべルタースの横顔(右)         | カラビニエリのエンブレム               | 1994年 |
|      | イタリア財務警察学校設立100周年        | カゼルタ宮殿                     | 財務警察のエンブレム、官帽と短剣       | 1996年 |
|      | イタリア海軍連盟設立100周年            | リーべルタースの横顔(右)         | イタリア海軍連盟のロゴと海に浮かぶ帆船 | 1997年 |
|      | カラビニエリ美術遺産保護部隊設立30周年 | リーべルタースの横顔(右)         | カラビニエリのエンブレムとダヴィデ像   | 1999年 |

| 画像 | テーマ                                           | 図柄           | 図柄                           | 発行年 |
| 画像 | テーマ                                           | 表面           | 裏面                           | 発行年 |
| ---- | ------------------------------------------------ | -------------- | ------------------------------ | ------ |
|      | イタリア銀行創立100周年                          | 女性の横顔(左) | イタリア銀行のロゴ             | 1993年 |
|      | 数学書『スムマ』出版500周年                      | 女性の横顔(左) | ルカ・パチョーリ               | 1994年 |
|      | 国立統計研究所創設70周年                         | 女性の横顔(左) | 国立統計研究所の建物（ローマ） | 1996年 |
|      | イタリア国家警察再編成50周年                     | 女性の横顔(左) | ケンタウロスと国家警察の紋章   | 1997年 |
|      | 国際農業開発基金設立20周年                       | 女性の横顔(左) | モロコシの穂を持つ手           | 1998年 |
|      | 欧州議会議員選挙20周年及び1999年欧州議会議員選挙 | 女性の横顔(左) | 投票箱と星、欧州旗             | 1999年 |

## 紙幣
ユーロ導入直前の紙幣は1,000、2,000、5,000、10,000、50,000、100,000、500,000リレの7種が発行されていた。かつては政府紙幣の500リレがあったが1982年に硬貨（バイメタル貨）に切り替わった。
| 画像 | ユーロ換算 | 額面               | サイズ      | 表の図柄                                                      | 裏の図柄                                                                                   | 発行日         |
| ---- | ---------- | ------------------ | ----------- | ------------------------------------------------------------- | ------------------------------------------------------------------------------------------ | -------------- |
|      | €0.516     | 1000リレ           | 112 x 62 mm | マリア・モンテッソーリ                                        | 「勉強する子どもたち」(アルマンド・スパディー二画)                                         | 1990年10月24日 |
|      | €1.03      | 2000リレ           | 118 x 60 mm | グリエルモ・マルコーニ、 ループアンテナ                       | エレットラ、マルコーニ・ワイヤレス・ステーション、 テレグラフ、ループアンテナ              | 1990年10月24日 |
|      | €2.58      | 5000リレ           | 126 x 70 mm | ヴィンチェンツォ・ベッリーニ、 マッシモ・ベッリーニ劇場の内部 | 「ノルマ」の一場面、ベッリーニ記念碑の像                                                   | 1985年1月31日  |
|      | €5.16      | 10000リレ          | 133 x 70 mm | アレッサンドロ・ボルタ、ボルタ電池                            | ヴォルティアーノ神殿                                                                       | 1984年9月3日   |
|      | €25.82     | 50000リレ          | 150 x 70 mm | ジャン・ロレンツォ・ベルニーニ、 トリトーネの噴水の彫刻       | サン・ピエトロ大聖堂のスカラ・レジア、 コンスタンティヌス1世の騎馬像(いずれもベルニーニ作) | 1984年3月15日  |
|      | €25.82     | 50000リレ(改訂版)  | 150 x 70 mm | ジャン・ロレンツォ・ベルニーニ、 トリトーネの噴水の彫刻       | サン・ピエトロ大聖堂のスカラ・レジア、 コンスタンティヌス1世の騎馬像(いずれもベルニーニ作) | 1992年5月27日  |
|      | €51.65     | 100000リレ         | 156 x 70 mm | カラヴァッジオ、「女占い師」                                  | 「果物籠」、「イサクの犠牲」の背景部分                                                     | 1983年10月25日 |
|      | €51.65     | 100000リレ(改訂版) | 156 x 70 mm | カラヴァッジオ、「女占い師」                                  | 「果物籠」、植物の彩紋                                                                     | 1994年5月6日   |
|      | €258.23    | 500000リレ         | 163 x 78 mm | ラファエロ・サンティ、「ガラテイラの勝利」                    | 「アテナイの学堂」の中央部分                                                               | 1997年5月13日  |

### 過去の流通紙幣

#### 1951年当時の流通紙幣
| 画像 | 額面      | 表の図柄                                                 | 裏の図柄                       | 発行日        |
| ---- | --------- | -------------------------------------------------------- | ------------------------------ | ------------- |
|      | 500リレ   | ケレース(ラファエロ画)                                   | 彩紋、額面                     | 1947年3月20日 |
|      | 1000リレ  | プリマヴェーラ(ボッティチェリ画)の三美神の一部分         | 彩紋、イタリア銀行のロゴタイプ | 1947年3月20日 |
|      | 5000リレ  | it:Repubbliche Marinare、 ヴェネツィアとジェノヴァの象徴 | フローラ                       | 1947年1月17日 |
|      | 10000リレ | it:Repubbliche Marinare、 ヴェネツィアとジェノヴァの象徴 | ダンテ・アリギエーリ           | 1948年5月8日  |

#### 1973年当時の流通紙幣
| 画像 | 額面       | 表の図柄                                        | 裏の図柄                                      | 発行日        |
| ---- | ---------- | ----------------------------------------------- | --------------------------------------------- | ------------- |
|      | 500リレ    | アレトゥーサ、イルカ、 ヘビとワシ               | 彩紋、額面                                    | 1966年6月20日 |
|      | 1000リレ   | ジュゼッペ・ヴェルディ                          | スカラ座                                      | 1969年3月25日 |
|      | 2000リレ   | ガリレオ・ガリレイ、 ピサ大聖堂、ピサの斜塔     | 星図、アルチェトリ天文台                      | 1973年10月8日 |
|      | 5000リレ   | クリストファー・コロンブス                      | サンタ・マリア号                              | 1964年9月3日  |
|      | 5000リレ   | クリストファー・コロンブス、 海馬、15世紀の地図 | サンタ・マリア、ニーニャ、ピンタ 錨のシンボル | 1971年5月20日 |
|      | 10000リレ  | ミケランジェロ・ブオナローティ                  | カンピドリオ広場                              | 1962年7月3日  |
|      | 50000リレ  | レオナルド・ダ・ヴィンチ                        | ヴィンチの街並み                              | 1967年7月3日  |
|      | 100000リレ | アレッサンドロ・マンゾーニ                      | レッコの風景                                  | 1967年7月3日  |

#### 1982年当時の流通紙幣
| 画像 | 額面       | 表の図柄                                         | 裏の図柄                  | 発行日         |
| ---- | ---------- | ------------------------------------------------ | ------------------------- | -------------- |
|      | 500リレ    | メルクリウス                                     | 彩紋、イタリア語で「500」 | 1974年2月14日  |
|      | 1000リレ   | マルコ・ポーロ                                   | ドゥカーレ宮殿            | 1982年3月13日  |
|      | 5000リレ   | 「男の肖像画」(アントネロ・ダ・メッシーナ画)     | 亀の噴水とトロイア大聖堂  | 1979年3月9日   |
|      | 10000リレ  | 「男の肖像画」(アンドレア・デル・カスターニョ画) | ジェズ・ヌオーヴォ教会    | 1976年10月30日 |
|      | 20000リレ  | ティツィアーノ・ヴェチェッリオ                   | 「聖愛と俗愛」            | 1975年2月21日  |
|      | 50000リレ  | 女性の顔、彩紋                                   | パンテオン等の建築物      | 1977年6月20日  |
|      | 100000リレ | プリマヴェーラ(ボッティチェリ画)の三美神の一部分 | ルネサンス建築            | 1978年6月20日  |

## 為替レートの推移

対ドル為替レート（1989年～1998年）
対円為替レート（1989年～1998年）